# بوب دي
بوب دي (بالإنجليزية: Bob Dee)‏ هو لاعب كرة قدم أمريكية أمريكي، ولد في 18 مايو 1933 في كوينسي في الولايات المتحدة، وتوفي في 1 أبريل 1979.

## وصلات خارجية
- بوب دي على موقع مرجع كرة القدم المحترفة.كوم (الإنجليزية)